# Natan Rapaport
Natan Jakow Rapaport (także Rapoport lub Rappaport; ur. 7 listopada 1911 w Warszawie, zm. 4 czerwca 1987 w Nowym Jorku) – polski rzeźbiarz pochodzenia żydowskiego. Od 1948 przebywał na emigracji, od 1959 w Stanach Zjednoczonych.

## Życiorys
Natan Rapaport urodził się w rodzinie żydowskich robotników. W latach 1931–1936 studiował na Akademii Sztuk Pięknych w Warszawie w pracowni rzeźby prof. Tadeusza Breyera. W 1936 i 1939 przebywał na stypendium ASP we Francji i Włoszech. 
Po wybuchu II wojny światowej przedostał się na teren okupacji sowieckiej, po ataku Niemiec na ZSRR ewakuowany do Taszkentu, potem w Nowosybirsku. Powrócił do Warszawy w połowie 1946. Wraz z architektem Leonem Markiem Suzinem zaprojektował pomnik Bohaterów Getta w Warszawie, odsłonięty 19 kwietnia 1948. W roku 1950 wyemigrował do Paryża, potem przeniósł się do Izraela. W roku 1959 zamieszkał w Nowym Jorku, w 1965 roku otrzymał obywatelstwo amerykańskie.

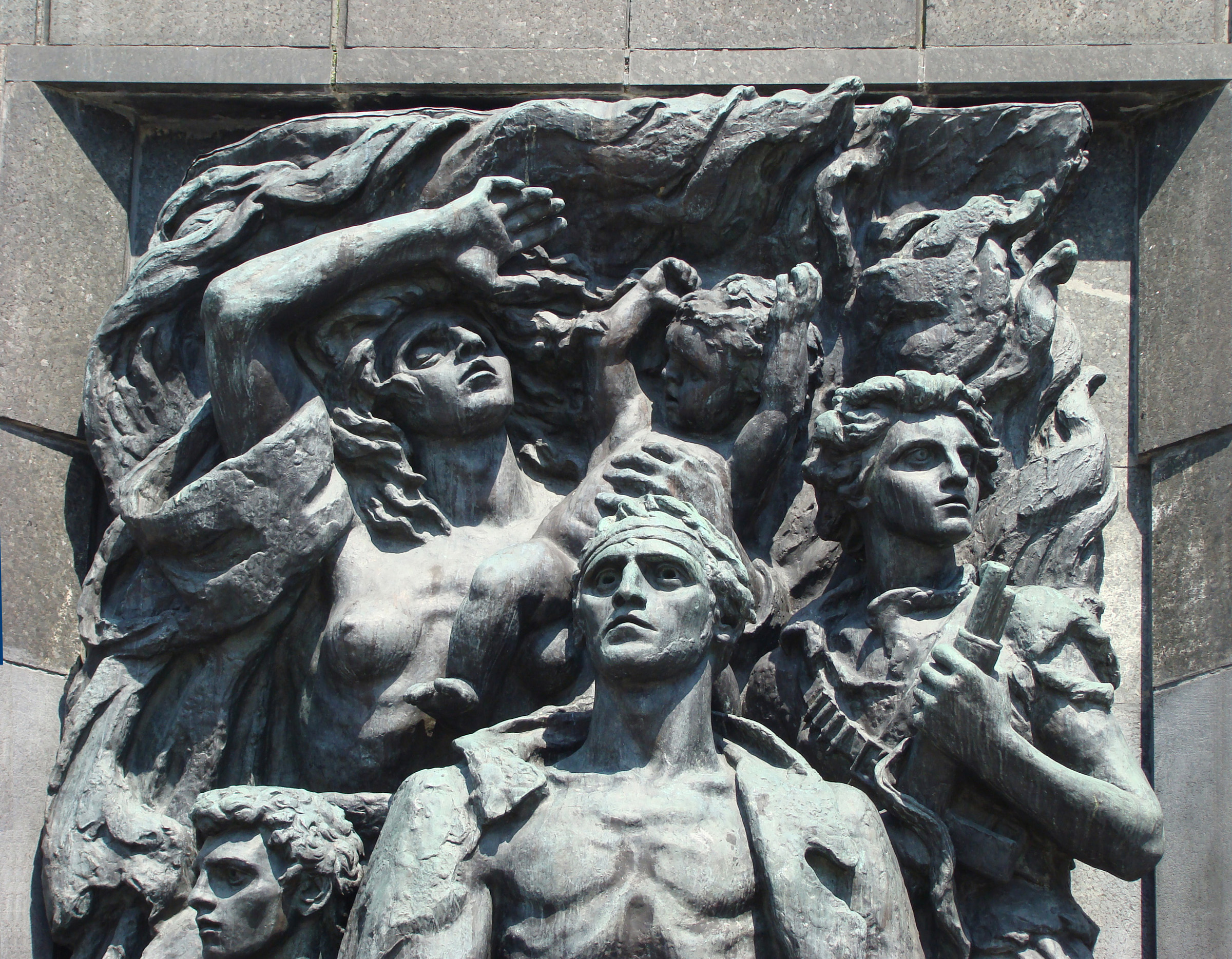
Fragment pomnika Bohaterów Getta w Warszawie

Początkowo zajmował się rzeźbą portretową, także w okresie pobytu w ZSRR. Pod wpływem tragedii Holokaustu zajął się rzeźbą monumentalną. Pierwszą realizacją stał się warszawski pomnik Bohaterów Getta. W Izraelu, potem w USA zrealizował kilka pomników. Krytycy sztuki wyróżniają spośród nich pomnik „Zwój Ognia” (1971) w Lesie Męczenników na Wzgórzach Judejskich koło Jerozolimy – w formie dwóch zwojów Tory ozdobionych scenami z Pięcioksięgu, oraz odnoszącymi się do Diaspory, Holokaustu, powstania współczesnego państwa Izrael i jego dziejów aż do wojny sześciodniowej. 
W Filadelfii znajduje się jego pomnik upamiętniający sześć milionów żydowskich męczenników-ofiar Holokaustu z 1964. W 1985 w Jersey City w stanie New Jersey Rapaport ufundował rzeźbę pomnikową przedstawiającą żołnierza amerykańskiego niosącego na rękach Żyda ocalonego z Holokaustu.
W 1948 prezydent RP Bolesław Bierut odznaczył go Krzyżem Kawalerskim Orderu Odrodzenia Polski.